# Emy Coligado
Emy Coligado (* 5. Juni 1971 in Geneva, Ohio) ist eine philippinisch-US-amerikanische Schauspielerin, die durch die Rolle der Piama Tananahaakna in der Sitcom Malcolm mittendrin bekannt wurde.

## Leben
Coligado wuchs in Borger (Texas) auf. An der Texas Christian University studierte sie später Psychologie. Nachdem sie ihr Studium 1993 abgeschlossen hatte, ging sie nach New York City, um sich der Schauspielerei und Musik zu widmen. Coligado bekam eine Rolle in einer regionalen Produktion des Musicals Miss Saigon in Galveston (Texas). Auch in der Mitte der 1990er in Stuttgart aufgeführten deutschen Version des Musicals spielte die Schauspielerin eine Rolle.
Im Jahr 2000 zog Coligado nach Los Angeles. Mehrere Nebenrollen in Fernsehserien folgten. Für die Serie Crossing Jordan verkörperte sie ab 2001 die Rolle der Emmy. 2002 erhielt Coligado die Rolle der Piama Tananahaakna, der Ehefrau von Malcolms Bruder Francis in der auf FOX laufenden Serie Malcolm mittendrin.

## Filmografie
- 2000: Asian Pride Porn (Kurzfilm)
- 2001–2007: Crossing Jordan – Pathologin mit Profil (Crossing Jordan, Fernsehserie, 30 Folgen)
- 2002–2006: Malcolm mittendrin (Malcolm in the Middle, Fernsehserie, 29 Folgen)
- 2003: Dazzling Spirit
- 2005: True (Fernsehfilm)
- 2005: Kids in America
- 2007: Ctrl Z (Kurzfilm)
- 2009: Ctrl (Fernsehserie, 10 Folgen)
- 2011: Marathoners (Kurzfilm)
- 2012: Lady Friends (Fernsehfilm)
- 2012: Die Stooges – Drei Vollpfosten drehen ab (The Three Stooges)
- 2020: First One In
- 2020: The Girl Who Left Home
- 2020: The Catch
- 2025: Summer of 69

### Gastrollen
- 2000: Sabrina – Total Verhext! (Sabrina, the Teenage Witch, Fernsehserie, eine Folge)
- 2001: Emergency Room – Die Notaufnahme (ER, Fernsehserie, eine Folge)
- 2001: The Brothers Garcia (Fernsehserie, eine Folge)
- 2002: Strong Medicine: Zwei Ärztinnen wie Feuer und Eis (Strong Medicine, Fernsehserie, eine Folge)
- 2003: Alle lieben Raymond (Everybody Loves Raymond, Fernsehserie, eine Folge)
- 2004: Fillmore! (Fernsehserie, eine Folge)
- 2005: Miss Undercover 2 – Fabelhaft und bewaffnet (Miss Congeniality 2: Armed and Fabulous)
- 2005: Don’t Come Knocking
- 2006: Grey’s Anatomy (Fernsehserie, eine Folge)
- 2007: Men in Trees (Fernsehserie, eine Folge)
- 2007: Chuck (Fernsehserie, eine Folge)
- 2007: Reinventing the Wheelers (Fernsehfilm)
- 2010: Stalker Chronicles (Fernsehserie, eine Folge)
- 2010: Pie (Kurzfilm)
- 2011: And Boris (Kurzvideo)
- 2014: Shameless (Fernsehserie, eine Folge)
- 2017: Fresh Off the Boat (Fernsehserie, eine Folge)